# Skirové

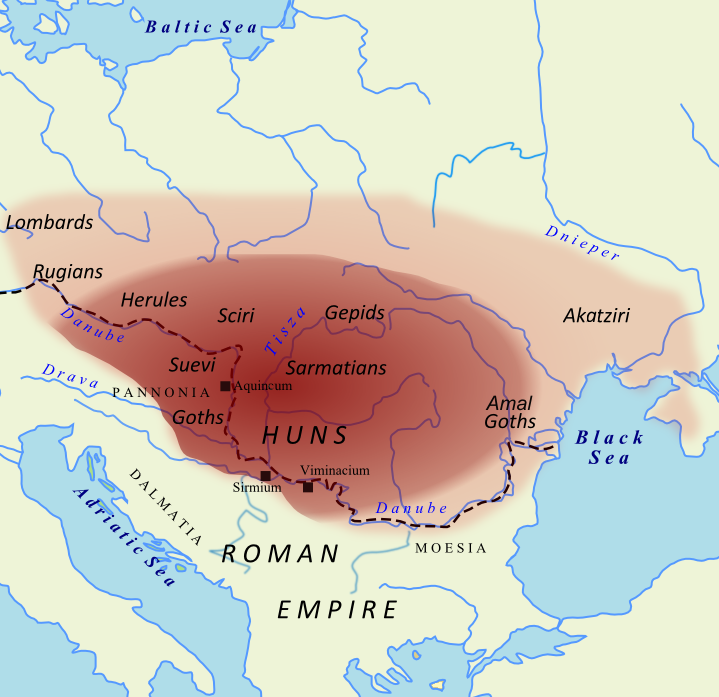
Umístění Skirů v říši Hunů

Skirové byli východogermánský kmen sídlící mezi řekami Dunaj a Tisa od 2. století př. n. l. do 5. století n. l. V 5. století byli spojenci kočovného kmene Hunů.

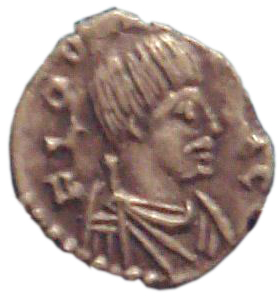
Odoakerova mince z Ravenny. Odoaker byl italský král, snad skirského původu

Z písemných pramenů je znám král Edeko, jehož původ není jistý. Snad byl z kmene Hunů či Durynků a až uzavřením manželství s dcerou vlivného člena kmene Skirů se s kmenem spříznil. V roce 449 se stal členem Attilovy družiny. V roce 469 spolu s dalšími germánskými kmeny vedl bitvu u Bolie, proti ostrogótskému vůdci Theodemirovi. Germánská koalice utrpěla porážku. Edeko v bitvě zahynul. O Skirech se po skončení této bitvy dochovalo velmi málo informací. Výjimkou jsou informace o synovi Edeka Odoakerovi, prvním neřímském panovníkovi Itálie po rozpadu západořímské říše, který byl poloskirského původu.